# Сивков, Григорий Флегонтович

Могила Григория Сивкова на Новодевичьем кладбище Москвы.

Григо́рий Флего́нтович Сивко́в (10 февраля 1921; деревня Мартыново ныне Кунгурского района Пермского края — 20 ноября 2009; город Москва) — дважды Герой Советского Союза (4 февраля 1944, 18 августа 1945), генерал-майор-инженер (1975; генерал-майор авиации — 1984), кандидат технических наук (1956).

## Биография
Родился 10 февраля 1921 года в деревне Мартыново ныне Кунгурского района Пермского края в семье крестьянина. Русский. В 1935 году окончил школу-семилетку в селе Кыласово (Кунгурский район), в 1939 году — Пермский авиационный техникум. Работал техником на Пермском авиамоторостроительном заводе. В 1938 году окончил Пермский аэроклуб.
В армии с сентября 1939 года. В 1940 году окончил Пермскую военную авиационную школу лётчиков. Служил в строевых частях ВВС (в Киевском и Одесском военных округах).
Участник Великой Отечественной войны: в декабре 1941-мае 1942 — лётчик 210-го ближнебомбардировочного авиационного полка, в мае 1942-мае 1945 — командир звена, заместитель командира и командир авиаэскадрильи, штурман 210-го штурмового авиационного полка 136-й штурмовой авиационной дивизии 10-го Штурмового Авиационного Корпуса 17-й Воздушной Армии.
Воевал на Южном, Северо-Кавказском, Закавказском и 3-м Украинском фронтах. Участвовал в оборонительных боях в Донбассе, битве за Кавказ, освобождении Кубани и Крыма, Ясско-Кишинёвской операции, освобождении Румынии, Болгарии и Югославии, в Будапештской и Венской операциях. За время войны совершил 247 боевых вылетов (из них 44 — на бомбардировщике Су-2 и 203 — на штурмовике Ил-2). Был пять раз подбит, но во всех случаях совершил удачные вынужденные посадки.
17 сентября 1943 года во время боевого вылета был подбит самолёт командира эскадрильи будущего дважды Героя Советского Союза старшего лейтенанта Г. Ф. Сивкова. Н. Н. Калинину удалось совершить посадку и забрать Сивкова и его воздушного стрелка, благодаря чему те избежали немецкого плена. 
Указом Президиума Верховного Совета СССР «О присвоении звания Героя Советского Союза офицерскому составу военно-воздушных сил Красной Армии» от 4 февраля 1944 года за «образцовое выполнение боевых заданий командования на фронте борьбы с немецкими захватчиками и проявленные при этом отвагу и геройство» удостоен звания Героя Советского Союза с вручением ордена Ленина и медали «Золотая Звезда» (№ 2187).
Указом Президиума Верховного Совета СССР от 19 августа 1945 года штурман 210-го штурмового авиационного полка (136-я штурмовая авиационная дивизия, 10-й штурмовой авиационный корпус, 17-я воздушная армия, 3-й Украинский фронт) майор Сивков Григорий Флегонтович награждён второй медалью «Золотая Звезда» (№ 76/II).
После войны продолжал службу в строевых частях ВВС (в Центральной группе войск в Австрии). В 1952 окончил Военно-воздушную инженерную академию имени Н. Е. Жуковского.
В 1952—1953 — лётчик-испытатель Государственного Краснознамённого научно-испытательного института ВВС. Провёл ряд испытательных работ на реактивном истребителе МиГ-15, штурмовике Ил-10, вертолёте Ми-1.
В 1956 году окончил адъюнктуру Военно-воздушной инженерной академии (ВВИА) имени Н. Е. Жуковского, защитил кандидатскую диссертацию. Был начальником лаборатории, преподавателем, старшим преподавателем в ВВИА имени Н. Е. Жуковского. С декабря 1972 года — начальник кафедры безопасности полётов ВВИА имени Н. Е. Жуковского. Автор 70 научных работ, доцент. С января 1986 года генерал-майор авиации Г. Ф. Сивков — в запасе.
Жил в Москве. Работал старшим научным сотрудником в ВВИА имени Н. Е. Жуковского. Умер 20 ноября 2009 года. Похоронен на Новодевичьем кладбище в Москве.
С июня 1945 года был женат на Герое Советского Союза Екатерине Васильевне Рябовой (1921—1974). В июле 1947 года родилась их первая дочь — Наталья. А через пять лет, в 1952 — Ирина.
С 1994 года вторым браком — на Ольге Юрьевне Доброленской.

## Награды
- Дважды Герой Советского Союза (4.02.1944, 18.08.1945);
- орден Ленина (4.02.1944);
- орден Октябрьской Революции (21.02.1978);
- три ордена Красного Знамени (9.09.1942, 27.04.1943, 14.02.1945);
- орден Александра Невского (30.09.1944);
- два ордена Отечественной войны 1-й степени (17.06.1943, 11.03.1985);
- орден Красной Звезды (26.10.1955);
- медаль «За боевые заслуги» (15.11.1950);
- другие медали;
- иностранные награды.
- Почётный гражданин Перми (1973).

## Память
- Бронзовый бюст Г. Ф. Сивкова был установлен в 1947 году в деревне Мартыново (скульптор Н. И. Шильников[5] в настоящее время перенесён в село Кыласово и установлен во дворе школы, где учился Г. Ф. Сивков).
- Его именем названа улица в Перми и селе Кыласово Кунгурского района Пермского края. 1 сентября 2015 года при поддержке Региональной Общественной Организации «Пермское Землячество» и личному вкладу Игоря Николаевича Шубина, на территории школы МАОУ «СОШ № 55» был открыт памятник Григорию Флегонтовичу Сивкову.

## Сочинения
- Готовность номер один. М.: Советская Россия, 1973. — 304 с.
- Готовность номер один: шестьдесят лет спустя. М.; Жуковский: Кучково поле, 2006. — 416 с. ISBN 5-86090-197-6.